# Mirwas
O mirwās ou marwas (em árabe: مرواس), plural marāwīs (em árabe: مراويس) é um pequeno tambor de mão de dupla-face vindo originalmente do Oriente Médio. É um instrumento popular nos Estados do Golfo Árabe, usados na música sout e fijiri. Também é comum no Iêmen.
Os migrantes hadhrami do Iêmen levaram o instrumento para o Sudeste Asiático muçulmano (especialmente Malásia, Indonésia e Brunei), onde é usado nos gêneros musicais zapin e gambus. Um tambor semelhante desta área é o Kendang.